# Parafia św. Zygmunta w Siennie
Parafia św. Zygmunta  – parafia wyznania rzymskokatolickiego. Główna parafia, jedna z dziesięciu, dekanatu sienneńskiego w diecezji radomskiej. Siedziba znajduje się w Siennie przy ul. Kościelnej 2. Parafia została założona w 1442, ale początki kościoła jako filii sięgają 50 lat wcześniej.

## Historia
Pierwszy kościół powstał w Siennie ok. 1375 roku, kiedy było ono jeszcze wioską. Był to drewniany kościół filialny, należący do parafii w Chotczy. Kilkadziesiąt lat później właściciel Sienna, Dobiesław Oleśnicki, postanowił uczynić z niego swoją siedzibę rodową: nadał mu prawa miejskie i rozpoczął budowę murowanego kościoła. Kościół został ukończony już po śmierci Dobiesława, staraniem jego synów i konsekrowany w 1442 przez jego brata stryjecznego, Zbigniewa Oleśnickiego, biskupa krakowskiego. Według Jana Długosza, przy kościele został erygowany niewielki klasztor paulinów, którzy mieli się opiekować parafią. Najprawdopodobniej przy kościele działała szkoła parafialna.
Kościół w Siennie zbudowano z cegły, wysoki dach został przykryty czerwoną dachówką. Jest budowlą jednonawową, z trójprzęsłowym prezbiterium zamkniętym trójbocznie i czteroprzęsłową nawą główną, nakrytym gotyckimi sklepieniami krzyżowymi. Reprezentuje styl tzw. gotyku nadwiślańskiego. Prawdopodobnie do fasady miano dobudować dwie wieże, które widać na modelu świątyni wyobrażonym na tablicy erekcyjnej. Od strony północnej prezbiterium dobudowano piętrową zakrystię ze sklepieniami kolebkowymi. Świątynia ma wysokie, ostrołukowe okna od strony południowej, a więc od strony miasta. Od północy jest jedynie małe okratowane okienko oraz otwór strzelniczy na piętrze, świadczący o tym, że kościół miał też pełnić funkcje obronne. W części centralnej prezbiterium znajduje się gotycka krypta, w której był pochowany fundator świątyni, Dobiesław Oleśnicki, i jego żona, Katarzyna z Bożydaru.
Dawniej świątynia posiadała wyposażenie wykonane w Krakowie. Do dziś zachowały się dwie okrągłe polichromowane rzeźby przedstawiające symbole ewangelistów, znajdujące się pierwotnie w zwornikach sklepienia. Z tego samego czasu pochodzi dwoje żelaznych, kutych ręcznie drzwi. Jedne prowadziły do zakrystii, drugie pochodzą z głównego wejścia. Ozdobione zostały herbem Dębno Dobiesława Oleśnickiego i herbem Korczak Katarzyny z Bożydaru. Najciekawsza jest jednak tablica erekcyjna (fundacyjna) z 1442 roku. Na dużej płaskorzeźbie z piaskowca nieznany artysta w centrum wyrzeźbił siedzącą na tronie Matkę Boską z małym Jezusem na kolanach. Po obu stronach tronu klęczą fundatorzy: za Dobiesławem stoi wspierający go św. Zygmunt, za Katarzyną - św. Katarzyna Aleksandryjska. Wokół tablicy biegnie ozdobny gotycki napis informujący o fundacji. Jeszcze w II poł. XIX w. tablica była ozdobiona polichromią. Należy ona do najciekawszych tego typu zabytków w Polsce.
Parafia w Siennie była dość zamożna. Bp Zbigniew Oleśnicki przeznaczył część wpływów z dziesięciny na uposażenie altarystów. Zapewne do rozkwitu parafii i kościoła przyczynił się jeden z synów Dobiesława Oleśnickiego, Jakub z Sienna, humanista, biskup włocławski, a później arcybiskup gnieźnieński i prymas Polski. Od ok. 1531 roku proboszczem w Siennie był ks. Baltazar Opec, humanista krakowski, znany i ceniony pisarz.
W l. 50. i 60. XVI w. Oleśniccy i Sienieńscy stali się przywódcami protestantyzmu w Małopolsce – część z nich jako kalwiniści, część jako bracia polscy zwani arianami. Jeden z Sienieńskich założył miasteczko Raków, w którym powstała sławna uczelnia protestancka zwana Akademią Rakowską. Będący w latach 90. XVI w. dziedzicem Sienna Sebastian Sienieński nie wpuścił do kościoła wizytującego swoją diecezję Jerzego kard. Radziwiłła. Tutejszy zbór należał do najdłużej działających świątyń protestanckich w Małopolsce. W czasie jego funkcjonowania usunięto zapewne większość katolickich dzieł sztuki powstałych w XV w. Dokonano też napraw i remontów, zwłaszcza po okresie potopu.
Katolicy przejęli zbór na pocz. XVIII w. i na nowo powołali parafię katolicką, czego świadectwem jest druga tablica erekcyjna, znajdująca się nad portalem zakrystii. W XVIII w. zapewne zbudowano lub poprawiono mur kościelny i zbudowano barokową dzwonnicę nakrytą dachem namiotowym, tzw. dachem polskim. Na teren cmentarza kościelnego wchodziło się od tego czasu przez bramę pod dzwonnicą. Prawdopodobnie w tym okresie zbudowano sygnaturkę na dachu kościoła.
W XIX w. kościół był stolicą dekanatu sienieńskiego w obrębie nowej diecezji sandomierskiej. Na pocz. XIX w. założono nowy cmentarz grzebalny (najstarszy nagrobek pochodzi z 1822) i posadzono drzewa wokół muru kościelnego. Wyposażenie kościoła spłonęło w 1879. Kościół szybko odbudowano, a wnętrze zostało pokryte polichromiami przedstawiającymi świętych polskich. W 1902 zbudowano nową plebanię.
Katastrofą dla kościoła i parafii była I wojna światowa. W lipcu 1915 ruszyła ofensywa austriacka. Sienno znalazło się na linii frontu ok. 16–17 lipca i w wyniku ostrzału artyleryjskiego zostało niemal w całości spalone. Spłonął też kościół, zawaliło się sklepienie nawy głównej, całe wyposażenie uległo zniszczeniu, mocno uszkodzona została tablica erekcyjna.
Wypalone ruiny stały przez kilkanaście lat, a wierni korzystali z prowizorycznego drewnianego kościoła, później przeniesionego do Sarnówka. Gotycka świątynia została odbudowana w 1930 na podstawie planów architekta Kazimierza Sosnowskiego z Warszawy. W tej postaci kościół przetrwał II wojnę światową aż do naszych czasów.

## Działalność religijna
Przy parafii soją działalność prowadzi koło Żywego Różańca oraz chór parafialny.

### Pielgrzymka
Piesza pielgrzymka parafian z Sienna do Sanktuarium na Jasnej Górze przed rokiem 2001 szła w grupach ostrowieckiej kolumny sandomierskiej. Od wspomnianego roku z inicjatywy ówczesnego wikariusza, ks. Sławomira Matygi organizowana jest samodzielna grupa pielgrzymkowa nr 14. W 2007 grupa ta nie została powołana. Odnowiono ją rok później. Grupa liczyła wtedy 94 osób z 19 parafii.

## Terytorium
- Do parafii należą: Antoniów Duży, Antoniów Mały, Borcuchy, Dębowe Pole, Eugeniów, Hieronimów, Karolów, Kochanówka, Kotłowacz, Krzyżanówka, Leśniczówka, Nowa Wieś, Olechów Nowy, Olechów Stary, Piasków, Praga Dolna, Praga Górna, Tarnówek, Sienno, Stara Wieś, Wodąca, Wólka Trzemecka, Trzemcha Dolna, Trzemcha Górna[1].

## Proboszczowie
- 1919–1954 – ks. Teofil Zdziebłowski
- 1954–1967 – ks. Franciszek Sendys
- 1967–1991 – ks. Władysław Rączkiewicz
- 1991–2015 – ks. kan. Ryszard Marian Batorski
- 2015–2018 – ks. Julian Sobczyk
- 2018 – nadal – ks. Andrzej Cieszkowski